# Wendell (Minnesota)
Wendell – miasto w Stanach Zjednoczonych, w stanie Minnesota, w hrabstwie Grant.